# ماکاریوس سوم

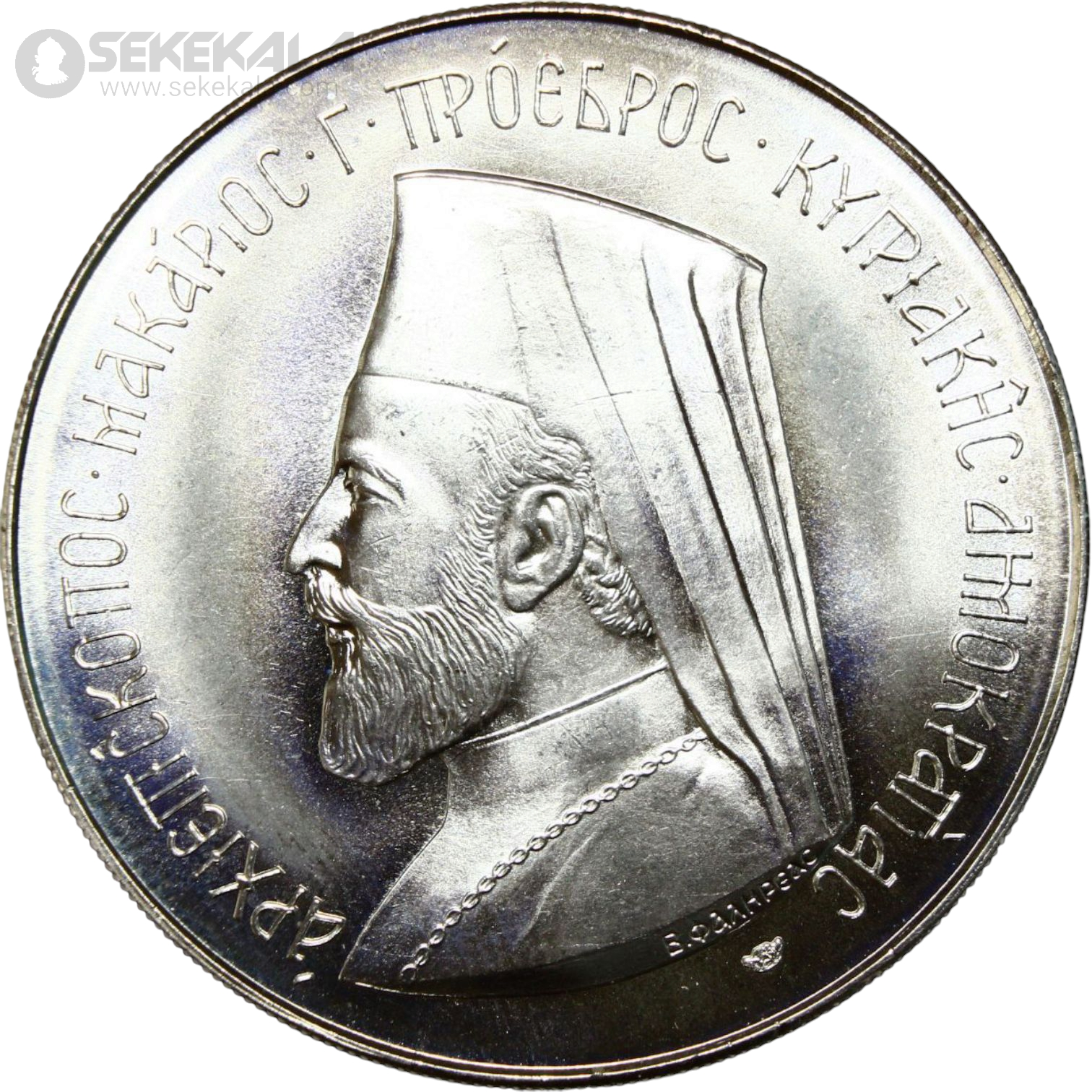
سکه 6 پوند قبرس یادبود اولین رئیس جمهوری قبرس 1974 (با تصویر مارکیوس سوم) [https://sekekala.com منبع : سکه کالا

میخائیل خریستودولو موسکوس (به یونانی: Μιχαήλ Χριστοδούλου Μούσκος) معروف به به اسقف ماکاریوس یا ماکاریوس سوم (به یونانی: Μακάριος Γ) (زادهٔ ۱۳ اوت ۱۹۱۳ – درگذشتهٔ ۳ اوت ۱۹۷۷) مطران و پیشوای کلیسای ارتدکس قبرس (میان سال‌های ۱۹۵۰ تا ۱۹۷۷) و نخستین رئیس جمهور این کشور (در دو دورهٔ زمانی ۱۹۶۰–۱۹۷۴ و ۱۹۷۴–۱۹۷۷) بود.
دولت وی سرانجام طی کودتایی به رهبری نیکوس سامپسون سرنگون‌شد. مرگ وی بر اثر سکته قلبی بود.

## منابع

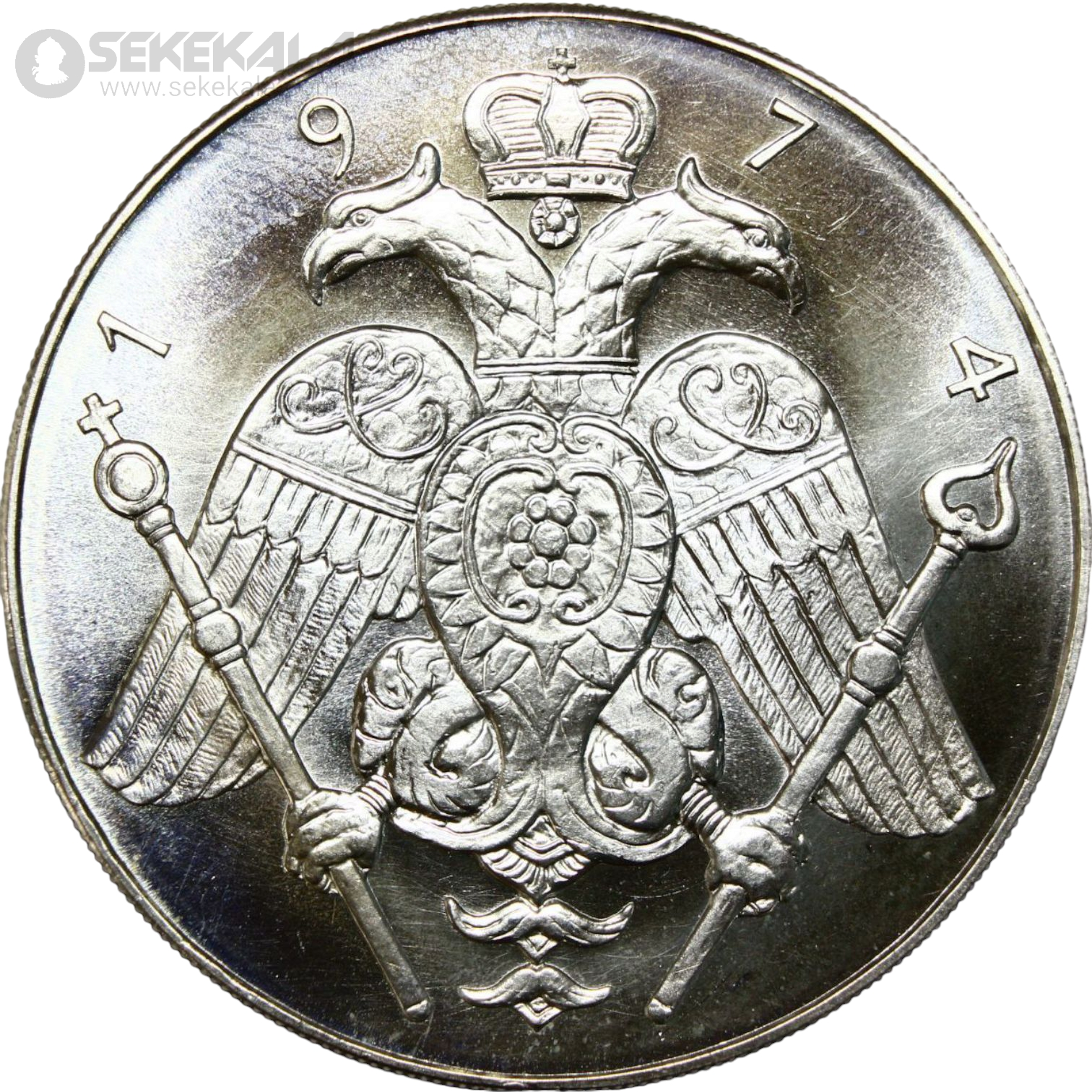
سکه 6 پوند قبرس یادبود اسقف مارکیوس سوم اولین رئیس جمهوری قبرس 1974 [https://sekekala.com منبع تصویر : سکه کالا